# Jean-Éric Vergne
Jean-Éric Vergne, francoski dirkač, * 25. april 1990, Pontoise, Francija.
Vergne je osvojil prvenstvo Britanske Formule 3 leta 2010. V sezoni 2011 je bil testni dirkač moštva Toro Rosso, na treh dirkah tudi testni, v sezoni 2012 pa je napredoval do mesta stalnega dirkača. S šestnajstimi prvenstvenimi točkami je osvojil sedemnajsto mesto v prvenstvu s štirimi osmimi mesti. 
Leta 2015 se je pridružil formuli E in postal dvakratni svetovni prvak.

## Rezultati Formule 1
(legenda) (odebeljene dirke pomenijo najboljši štartni položaj, poševne pa najhitrejši krog, †-uvrščen kljub odstopu)
| Leto | Moštvo              | Šasija          | Motor                           | 1      | 2       | 3       | 4       | 5       | 6       | 7      | 8       | 9       | 10     | 11     | 12      | 13      | 14      | 15     | 16     | 17     | 18     | 19      | 20    | Prv | Toč |
| ---- | ------------------- | --------------- | ------------------------------- | ------ | ------- | ------- | ------- | ------- | ------- | ------ | ------- | ------- | ------ | ------ | ------- | ------- | ------- | ------ | ------ | ------ | ------ | ------- | ----- | --- | --- |
| 2011 | Scuderia Toro Rosso | Toro Rosso STR6 | Ferrari 056 2.4 V8              | AVS    | MAL     | KIT     | TUR     | ŠPA     | MON     | KAN    | EU      | VB      | NEM    | MAD    | BEL     | ITA     | SIN     | JAP    | KOR TD | IND    | ABU TD | BRA TD  |       | –   | –   |
| 2012 | Scuderia Toro Rosso | Toro Rosso STR7 | Ferrari 056 2.4 V8              | AVS 11 | MAL 8   | KIT 16  | BAH 14  | ŠPA 12  | MON 12  | KAN 15 | EU Ret  | VB 14   | NEM 14 | MAD 16 | BEL 8   | ITA Ret | SIN Ret | JAP 13 | KOR 8  | IND 15 | ABU 12 | ZDA Ret | BRA 8 | 17. | 16  |
| 2013 | Scuderia Toro Rosso | Toro Rosso STR8 | Ferrari 056 2.4 V8              | AVS 12 | MAL 10  | KIT 12  | BAH Ret | ŠPA Ret | MON 8   | KAN 6  | VB Ret  | NEM Ret | MAD 12 | BEL 12 | ITA Ret | SIN 14  | KOR 18  | JAP 12 | IND 13 | ABU 17 | ZDA 16 | BRA 15  |       | 15. | 13  |
| 2014 | Scuderia Toro Rosso | Toro Rosso STR9 | Renault Energy F1-2014 1.6 V6 t | AVS 8  | MAL Ret | BAH Ret | KIT 12  | ŠPA Ret | MON Ret | KAN 8  | AVT Ret | VB 10   | NEM 13 | MAD 9  | BEL 11  | ITA 13  | SIN 6   | JAP 9  | RUS 13 | ZDA 10 | BRA 13 | ABU 12  |       | 13. | 22  |